# Latta
Latta is een plaats (town) in de Amerikaanse staat South Carolina, en valt bestuurlijk gezien onder Dillon County.

## Demografie
Bij de volkstelling in 2000 werd het aantal inwoners vastgesteld op 1410.
In 2006 is het aantal inwoners door het United States Census Bureau geschat op 1490, een stijging van 80 (5,7%).

## Geografie
Volgens het United States Census Bureau beslaat de plaats een oppervlakte van
2,7 km², geheel bestaande uit land. Latta ligt op ongeveer 32 m boven zeeniveau.

## Plaatsen in de nabije omgeving
De onderstaande figuur toont nabijgelegen plaatsen in een straal van 28 km rond Latta.